# Chienbäse
Cheinbäse  es una fiesta tradicional de Liestal, Basilea-Campiña, Suiza. 

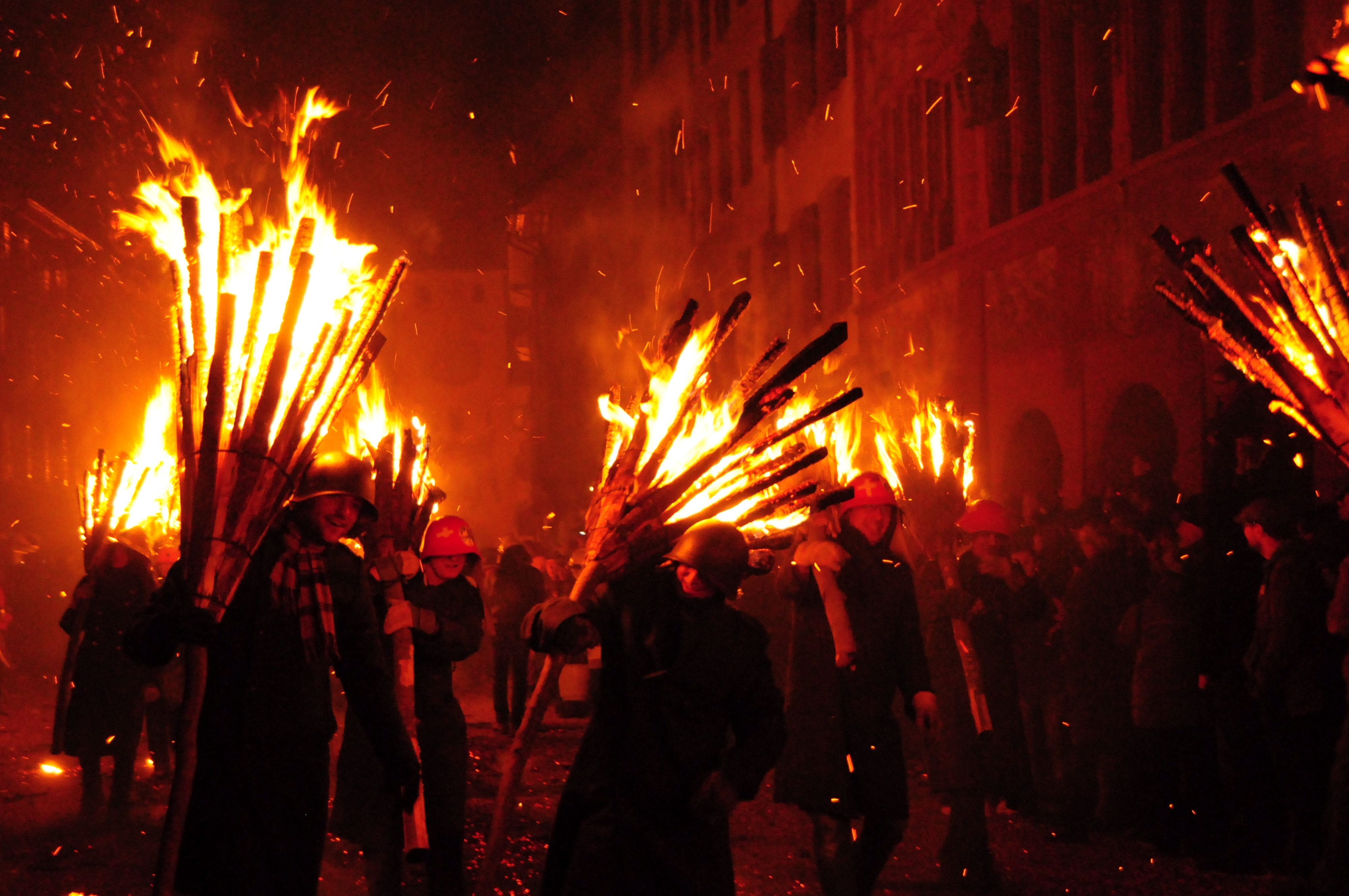
Gente con "Chienbäse"

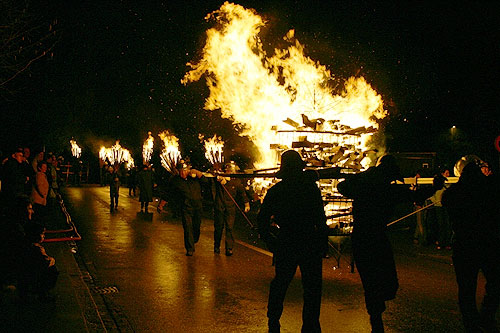
Gente moviendo una hoguera en un carro tradicional.

En la noche del domingo después del Miércoles de ceniza y la noche antes de la Morgestraich, que da inicio al carnaval (Fasnacht) en la ciudad de Basilea, una procesión de gente lleva brasas quemadas de pino (llamadas Chienbäse) alrededor de hogueras. 
En las más recientes décadas ha aumentado la capacidad de los carros con hogueras, cuyas llamas a veces llegan tan alto como el tejado de las casas. Los carros hacen un recorrido por el centro medieval de Liestal, a lo largo de la Rathausstrasse, entrando por la puerta meridional de la ciudad.
Cientos de espectadores presencian el desfile provenientes tanto de Suiza como del extranjero. 
Sobre los orígenes de esta costumbre hay muchas especulaciones. A veces se la ha identificado como ritual "pagano" de primavera. La más temprana documentación de la procesión data de 1869. La tradición de las hogueras tiene una historia más antigua aún, remontándose al siglo XVI.